# ミシェル・ドゥブレ
ミシェル・ドゥブレ（フランス語：Michel Debré、1912年1月15日 – 1996年8月2日）は、フランスの政治家。フランス第五共和政が始まるシャルル・ド・ゴール政権にて初代フランス首相を務めた。

## 生涯
1912年1月15日にパリ7区にて、医師であるロベール・ドブレの子として誕生する。父のロベールは元はユダヤ教徒であったが、結婚を機にカトリックに改宗したと言われる。名門のパリ政治学院とパリ大学を卒業する。
第二次世界大戦中はシャルル・ド・ゴールの同僚として活躍した。戦後はド・ゴール派に参加し、フランス国立行政学院（ENA, エナ）創設を主導した。1958年に司法相、1959年にフランス第五共和政初代首相、1966年に経済財政相（蔵相）、アンボワーズ市長（1989年まで）、1968年に外務大臣を歴任した。またド・ゴール辞任後にジョルジュ・ポンピドゥー政権にて国防大臣を務めた。
また、ドブレは行政権の強化を目指した第五共和政の基礎確立に努めた。パリ西部近郊ラ・セル＝サン＝クルーのラ・セル城に閣僚らと籠もり憲法草案を起草し、憲法評議会議長として憲法（1958年憲法と呼ばれる）制定に尽力した。
1981年フランス大統領選挙に立候補したが、第1回投票では1.66パーセントしか得票できず惨敗した。

## 家族
家庭的には、ドブレはヴァンサン、フランソワ、ベルナール、ジャン・ルイの4人の息子を儲けた。なお系譜については、ドブレ家も参照して欲しい。